# Царица-полячка
Царица-полячка — исторический авантюрный роман российского писателя  Александра Ивановича Красницкого, написанный в 1902 году. Написан под псевдонимом Александр Лавинцев. Роман повествует о жизни первой супруги российского царя Фёдора III Алексеевича — Агафье Грушецкой, о том периоде её жизни, когда она переехала из смоленского имения своего отца, воеводы Семёна Грушецкого, в Москву, о встрече со своим будущим супругом, и жизни при дворе. События романа происходят во второй половине XVII века.
Некоторые персонажи, действия и события являются вымышленными, придуманными автором для придания большей остроты сюжета в романе. Так же местами прослеживается и некоторая нестыковка в датах, в частности, противоречащих биографии главной героини. Тем не менее, в целом, некая историческая достоверность соблюдена, в том числе и относительно ключевых исторических персонажей.

## Издания
Роман «Царица-полячка», написанный в 1902-м году был издан в 1911 году. Издатель: СПб, А. А. Каспари; 184 с.
Современные переиздания: 
- Издательство «Петрокон» (СПб, 1994) в серии «Трон и любовь» (Том 5: Лжецаревич, Царица-полячка, Оберегатель. — 540 с.)[2].
- Издательство «АРМАДА» (М., 1995) в серии «Романовы. династия в романах» (Том «Федор Алексеевич»: Мосияш С. П. Великий государь Фёдор Алексеевич; Лавинцев А. И. Царица-полячка: Романы. — 568 с.) (ISBN 5-7632-0028-4).
- Издательство «Терра» (М., 1997) в серии «Тайны истории в романах, повестях и документах» (Царица - полячка, Оберегатель, Трон и любовь, На закате любви. — 496 стр.) (ISBN 5-300-01464-8)[3].

## Сюжет романа
Действие романа начинаются в 1675 году. Скромный боярский поезд (кортеж) московского дворянина, воеводы Семёна Фёдоровича Грушецкого (внука выходца из древнего польского шляхецкого рода Грушецких, выехавшего в Москву на службу к царю Фёдору I Иоанновичу) движется от границы Русского государства, где на границе с Литвой было имение Грушецкого, в сторону Москвы. 
Отец Семёна Фёдоровича попал в опалу к Алексею Тишайшему, по наговору, и был отослан на вотчину под Литву. И вот теперь, Семён Фёдорович, собирается восстановить блеск рода Грушецких, ещё недавно, при первых Романовых, славного и знаменитого. Это было сложно при Алексее Тишайшем, так как во всё время его царствования так и кипели дворцовые интриги — бояре так и грызлись, стараясь проглотить живьем один другого. Теперь Семён Фёдорович шлёт одну за другой челобитьям о службе Царской, и в конце концов ему дали в управление крохотное чернавское воеводство. Но основные надежды он возлагает на свою дочь Агафью, которую все любя называли Ганночкой. Предки-поляки передали ей типичную польскую красоту, растворившуюся в русской крови и слившуюся с русской красотой. Тонкие, словно точеные черты лица, голубые с лёгкой поволокой глаза, нежно-золотистые волосы, непокорно выбивавшиеся кудряшками на высокий лоб, — всё это притягивало мужской взгляд, надолго оставляя резко вливавшееся в память впечатление. 
Семён Фёдорович воспитывал дочь совсем не так, как обыкновенно воспитывались на Руси девушки того времени. Он выписал для неё из Варшавы через знакомых старуху-польку, вдову когда-то богатого шляхтича, и поручил ей воспитание Ганны. Войдя в девический возраст, благодаря воспитанию на иноземный лад та стала развитой девушкой. Она умела читать и писать, бегло говорила по-польски, разбиралась в латинских книгах, имела довольно ясное понятие о жизни на Западе и даже понимала, если при ней говорили по-французски. Отец её не жалел денег на её воспитание и даже купил в дом клавесины, на которых дочь играла в длинные скучные осенние и зимние вечера. Ганночку любили все близкие к ней и её отцу - вся челядь, вся дворня. Ко всем была ласкова молодая девушка, для всех находилось у неё доброе слово, и ради этого все были готовы пойти за свою любимицу не только в огонь, но и в самое пекло. Даже паны, приезжавшие к ним в гости из Вильни, а то и из самой Варшавы, не могли устоять перед ней.
По назначении в должности воеводы, Семён Фёдорович немедленно отправился в Чернавск, а спустя время наказал и дочери выезжать к нему на житьё. Но по зимней дороге в пути ломаются полозья, и вся процессия вынуждена остановиться на ночь в незнакомой избе на опушке. Только трое слуг, молодые крепкие литовцы, отправились в ближнее селение за подмогой.  Хозяйкой этого таинственного жилища оказалась старушка, такая страшная, что больше походила на ведьму. Её звали Ася, она была привезённой персианкой из Ирана. В доме, на удивление богато украшенном внутри, в то время гостил молодой человек в русском кафтане, богатом, нарядном. Он был хозяином этих мест. Это был знатный князь Василий Лукич Агадар-Ковранский. Ему с первого взгляда понравилась Агафья. Но, оказалось, что у него давняя обида на деда Агафьи. Это было несколько десятков лет назад. Дед князя, потомок древнего рода прикаспийских властителей, сильно поссорился с Фёдором Грушецким. Старики поссорились «из-за мест» у Царского стола. Сел Агадар-Ковранский выше Грушецкого, на его место, и ни за что не хотел уступить сопернику, из-за чего возникла сильная ссора. Агадар-Ковранский начал обвинять Грушецкого в воровстве, каждое дарение припомнил, которое получил Федор Грушецкий, когда на воеводстве был. Повелел им Великий Государь обоим вон выйти. Но они и тут не унялись, учинили на крыльце потасовку. А потом Царь великий сам разобрал всё это дело, и вышло, что не Агадар-Ковранский, а Грушецкий прав. И выдан тогда был обидчик головою обиженному. Дедовское оскорбление, так и оставшееся в наследство внуку неотмщённым, всегда давило жестоко на расправу и пылкого князя. Василий Лукич был последним представителем своего рода. Он хочет и расквитаться с Грушецкими, и одновременно влюбляется в боярышню Агашеньку, которую поначалу хочет обесчестить.
Хозяйка дома, старуха Ася, и вправду оказалась ведьмой, ворожеей, жрицей огня. Князь приказал ей сделать заклинания над Агафьей, так, чтобы она сама, по доброй своей воле, пришла к нему. Дочь Аси, Зелюйка, сама влюблённая в князя и желающая спасти Агафью, уговаривает свою мать вызвать духа огня, чтобы просить его показать судьбу гостьи, и поступить так, как желает божество. Затем Зелюйка скучавшую гостью пойти узнать своё будущее. В тёмном подвале ворожея Ася вызывает своих духов огня и проводит мистический ритуал. Затем вводит Агафью в гипнотический состояние. В таком состоянии Агафья, в завесе от огня из белёсоватого тумана, видит некие постройки: терема, палаты, невиданный ею кремль какого-то, очевидно большого, города. Так же много храмов с золочеными куполами на большой площади. С одной стороны этой площади она увидала высокие палаты с широким крыльцом, и словно кто-то сказал ей, что это — Царский дворец. Пред ним была масса народа с обнаженными головами, а наверху крыльца, окруженный сонмом бояр, степенных и важных, стоял бледный молодой человек в Царском одеянии.   
Тем временем прислуга князя по указанию его нарочно спаивает людей Агафьи. Неладное заподозревают только двое её слуг, которые и спасают красавицу-боярышню от грозившей ей позорной участи. В это время князь скачет от своей тётки, с которой делился на радостях своим коварным планом, обратно в домик на опушке. Но дорогу ему преграждает огромный медведь, вылезший из своего зимнего логова. Тогда же возвращались с подмогой назад трое литовских слуг Агафьи, отправившихся в селение. Их всех заставил остановиться и замереть на месте отчаянный, надрывистый крик человека, крик которого перекрывал грозный рёв. Они спасают Василия Лукича от неминуемой гибели. Местные, терзаемые вечными издевательствами князя, узнав, кого спасли, жалеют об этом, и хотят его сами добить, но вершник воеводы Грушецкого не даёт учинить расправы над своим вечным обидчиком, лежащим без сознания. Когда князь приходит в себя, уже в своих хоромах, ему рассказывают, что слуга воеводы Грушецкого не дал зарубить его рассерженным на него людей.
А в дом на опушке, являются ещё незнакомцы, Пан Мартын Разумянский, герба Подляшского, королевский поручик, в сопровождении иезуита отца Симона Кунцевича и большой свиты из поляков и литовцев. Пан Разумянский был послан родителями, чтобы разобраться в имущественных делах после недавней войны, в имениях его отца и под Смоленском, и в Чернавском воеводстве. Среди вновь прибывших был и литовец, пан Александр Руссов, который был наслышан что был на рубеже старый московский дворянин Грушецкий и у него раскрасавица-паненка дочь. Вся округа была от неё в восхищении. Лицом — ангел небесный, и разумом светла. Так и звали у нас красавицу-паненку: разумница! Если бы пришлось ради Ганночки брать штурмом логово лютого князя Василия, то разгорячившиеся паны и пред этим не остановились бы. Они прослышали, что ясновельможная панна попала в гнездо разбойников. Поляки и литовцы провожают в дальнейшем пути кортеж Агафьи почти до Чернавска, остановившись на ночлег в торговом селе у поворота на Чернавск.
Князь Василий Лукич Агадар-Ковранский, спасённый людьми Грушецкого, затихает в себе дедовскую обиду. Более того, он серьёзно влюбляется в Агафью Грущецкую, и, по совету своей тётки, Марьи Ильинишны, намеревается жениться на ней.  Теперь его гнев переходит на поляков, увезших её, и, в сопровождении десятка вершников он умчался в погоню за наезжими поляками, которых только одних винил во всем происшедшем, в том числе в разгроме в его доме, к тому же его Зюлейка сбежала с ними. Он настигает поляков, и затевает с ними ссору, оскорбляя их. Гордый пан Мартын Разумянский, не терпя оскорблений вызывает его на поединок на саблях. В яростной и продолжительной схватке пан Разумянский выбивает саблю из рук князя Агадара-Ковранского. В то мгновение, когда Разумянский уже опускал вооружённую саблей руку, чтобы нанести противнику роковой удар, князь Василий ударил кулаком по ней. Затем князь хватает не ожидавшего такого Мартына, и мощным броском кидает его о землю. Но и сам князь падает рядом на землю, от боли. Толпою уже овладела стихийная вспышка. Сельчане вместе с холопами Василия Лукича ринулись на польских холопов. Началась ожесточенная драка. Пришедшие в неистовство паны готовились зарубить князя, но, в этот момент за него заступилась Грушецкая. Общую драку помогает остановить и местный православный священник отец Иов.
Без дальнейших приключений добрался боярский поезд до границ Чернавска, где воеводствовал Грушецкий. Здесь воеводу Фёдора Семёновича знали хорошо, а потому и его дочку всюду встречали нижайший поклон и доброе уважение. В Чернавске все любили Грушецкого. Он не был ни мздоимщиком, ни лихоимщиком, не грабил подвластного ему народа, правил суд справедливо. Вместе с тем Семён Фёдорович вовсе не был честолюбив. Если он добивался царёвой службы, то лишь потому, что ему казалось стыдным сидеть как опальному без всякого Государева дела у себя в вотчине. Однако и у Грушецкого, как почти у всех русских дворян того времени, была затаённая мысль. Он знал, что его дочь очень красива, знал также, что старший сын Царя Алексея Михайловича, наследник престола, Фёдор Алексеевич, ещё не принял брачного венца; значит, впереди был неизбежен сбор по всей России девушек на царский смотр невест. Спустя несколько месяцев к Семёну Фёдоровичу наведывается Агадар-Ковранский. Предчувствуя неладное, воевода желает скорее ехать в Москву.
В это время в Москве серьёзно болел государь московский и всея Руси Алексей Михайлович. Он любил покой и порядок. Страдая душой, видел, как вокруг него грызлись жадные до власти бояре. Милославские, Царская родня по первой жене, Марье Ильинишне, грабили народ. Не раз вздыхал больной Царь, вспоминая свою Машеньку покойную и сравнивая её с такой «бой-бабой», какою была вторая его жена, Наталья Кирилловна. Но больше всего его донимала именно боярская грызня. Прежде Стрешнёвы (матушкина родня) с Милославскими (жениной роднёй) ссорились, а теперь Нарышкины ввязались. Большие надежды он возлагал на своего сына, Фёдора, образованного и доброго, только слабого здоровьем, как и он сам. Через дворцового пиита Симеона Полоцкого в окружение больного Царя попадает иезуит Кунцевич, тот, что прибыл с поляками. Симеон расхвалил его, как прекрасного лекаря. Понимая, что Государю остаётся недолго, лекарь берётся лечить и юного престолонаследника, Царевича Фёдора.
После крестного хода за которым шёл Царевич, вся Москва Белокаменная была полна толков и нареканий. Говорили, что какая-то боярышня, очень красивая, но не из богатых и в Москве никому неведомая, когда проходил крестный ход, взглянула на Фёдора Алексеевича, громко вскрикнула и упала без чувств. Крик её услыхал Царевич и, нарушая благочиние, чего никогда не бывало, оставил крестный ход и бросился к юной красавице на помощь. Когда наступило некоторое успокоение и кое-как был водворен порядок, та как в воду канула. Никто не знал в толпе, чья она, откуда взялась, с чего это её дурман мог взять. Рассказывали только, что кроткий Царевич был весь бледен, как полотно, а потом вдруг стал необычайно гневен, когда ему сказали об исчезновении никому неведомой красавицы. Ещё никогда во всей своей жизни Фёдор Алексеевич не переживал таких минут, таких острых и непонятных ощущений, какие пришлось ему испытать в эти немногие часы. Лицо бесчувственной девушки поразило его своей красотой, и эти черты сильно врезались в память и в сердце. Ему казалось, будто он видит пред собою сошедшего с неба ангела. Царевич теряется в догадках, кто эта девушка, и желает её разыскать. Отец Кунцевич докладывает, что это дочь Чернявского воеводы, Семёна Грушецкого. Зовут её Агафьей.
Агафья не просто так упала в обморок. Во время этого крестного хода она увидала то самое лицо её суженного, которое она увидала во время гадания старой ворожеи Аси. И это было лицо, как оказалось, юного Царевича. Фёдор Алексеевич тоже не находит себе места, и делает всё, что бы разыскать милую девушку. Отец Кунцевич разыскивает отца Агафьи, вселяя незаметно в душу девушки убеждение в том, будто она рождена быть Царицей. Со временем Фёдору Алексеевичу приходится сменить отца во всех его государственных делах, заняв трон. Милославские, разогнав всех, кто был им страшен, проглядели, что года через три после восшествия на престол у юного Царя появились друзья, верные, преданные, полюбившие его как человека, не искавшие у него ничего, а по-своему желавшие добра и родной им стране, и родному их народу. Это были думский постельничий Иван Максимович Языков и стольник Алексей Тимофеевич Лихачёв. Языков был видным московским юристом: при Царе Алексее Михайловиче он был первым судьею Большого дворца судного приказа, нечто вроде современного министра юстиции. Стольник Лихачёв бывал с посольствами за рубежом и ездил в Италию к «флорентийскому дуку с Государя-Царя благодарностью». Оба этих умных и честных человека, приблизившись к юному Царю, незаметно, но быстро приобрели на него влияние. Они открыли ему глаза на то, что творилось вокруг него.
Ганночка дивно похорошела в эти быстро промелькнувшие годы. Много славных и богатых людей сваталось за его дочку, но она наотрез отказывалась идти замуж. Она уверенно верила, что её суженный, именно тот, которого она увидала. Неожиданно в Чернавск прибыл из Москвы Царский посланец, сам думский стольник Алексей Тимофеевич Лихачёв. Он сообщает отцу Агафьи, чтобы они собирались в Москву — восхотел великий Государь Агафью в супруги для себя взять. И велел об этом никому не рассказывать, чтоб не помешали этому завистники. Радостная юная красавица поведала родителю, что нагадала ей старая ведьма Ася в ту ночь, когда она пришла к ней в погреб в доме Агадар-Ковранского, рассказала, что и в обморок-то она упала при крестном ходе только потому, что узнала в юном наследнике своего суженого-ряженого. Полюбился он ей, и ждала она его все эти годы. Это была обоюдная любовь.
Агафья стала большой приятельницею с сёстрами Царя; даже богатырше-Царевне Софье она по сердцу пришлась. Фёдор Алексеевич был скороспело обвенчан с нею в 1680 году. На русский престол воссела Царица-полячка, и православный народ принял её радостно. Ганночку, или теперь уже царицу Агафью Семёновну, все в Москве полюбили, а по ней полюбили Царя. Умело действовала Агафья Семёновна. Она была истинной хозяйкой в государстве, но, любя своего слабого и хилого мужа, всё-таки выдвигала его вперёд; и выходило так, что действовал сам Фёдор, и это сильно возвышало его в глазах народа. Но влияние разумной супруги сказывалось не в одном этом. В царских палатах завелись многие новшества, которые до того никому и во сне не снились. Многие придворные — и не легкомысленная молодёжь, а важные пожилые бояре — стали свои бороды подстригать и табачным зельем в открытую дымить, а кое-кто из них и в короткополое немецкое платье нарядился. Нравилось народу и то, что она в церковь ходит и Богу по-православному молится, и память покойного Царя-батюшки почитает. Солнце счастья сияло над молодыми Царём и Царицей. Своё счастье они, светлые, любящие, распространяли вокруг себя.